# A Game of Death
A Game of Death är en amerikansk thriller-skräckfilm från 1945 i regi av Robert Wise. I huvudrollerna ses John Loder, Audrey Long och Edgar Barrier. Filmen hade premiär i USA den 23 november 1945.
Filmen är baserad på novellen The Most Dangerous Game från 1924 av Richard Connell.
Skådespelaren Noble Johnson medverkade även i den första filmatiseringen av Connells novell, 1933 års Mänskligt villebråd.

## Handling
En galning jagar mänskligt villebråd för skojs skull på sin privata ö.

## Rollista (i urval)
- John Loder – Don Rainsford
- Audrey Long – Ellen Trowbridge
- Edgar Barrier – Erich Kreiger
- Russell Wade – Robert Trowbridge
- Russell Hicks – Mr. Whitney
- Jason Robards – kapten
- Noble Johnson – karib

### Fotnoter
1. ↑  ”A Game of Death: Detail View”. American Film Institute. http://www.afi.com/members/catalog/DetailView.aspx?s=&Movie=24420. Läst 28 april 2014.
2. ↑  A Game of Death Svensk Filmdatabas (svenskfilmdatabas.se). Läst 2021-11-08.